# Hexatoma (Eriocera) subgracilis
Hexatoma (Eriocera) subgracilis is een tweevleugelige uit de familie steltmuggen (Limoniidae). De soort komt voor in het Neotropisch gebied.